# Ecofeedback
Ecofeedback is het geven van feedback om het voor huishoudens inzichtelijk maken hoe hun milieubelasting kan worden verlaagd.

## Geschiedenis
De aantrekkingskracht van feedback op huishoudens is in de jaren tachtig aangetoond met de actie Zuinig Stoken van Nederlandse energiebedrijven. In enkele jaren verspreidde de actie zich over Nederland met 25% deelname en 10% besparing. In de massa-industrie werd feedback al sinds begin 19e eeuw toegepast om de productkwaliteit binnen de tolerantiegrenzen te houden. Deze interactie tussen mens en systeem door feedback is door de bedrijfspsycholoog Theo L. Stok verklaard uit de sociale vergelijkingstheorie van Festinger en het regelprincipe van Wiener.

### Actie Zuinig Stoken
De actie Zuinig Stoken begon in Den Haag in oktober 1983. Vooraf kregen mensen een kaart in de bus waarop ze wekelijks hun gasverbruik konden vergelijken met het 'streefverbruik' volgens bijgaand staatje in het huis-aan-huisblad De Posthoorn. Dit als gevolg van de motie in de gemeenteraad van 9 mei 1983 om 'met ingang van het nieuwe stookseizoen een vereenvoudigde vorm van de Brielse stookproef te kunnen starten.".

### Stookproef Brielle
Eind jaren zeventig verspreidden gasbedrijven al kaarten, waarop huishoudens maandelijks hun meterstanden konden noteren. Gezien de onvergelijkbaarheid qua weersomstandigheden vroeg bedrijfsingenieur Jan Hanhart zich af of huishoudens niet gebaat zouden zijn met een weersonafhankelijke vergelijkingsmaatstaf. Deze vraag bracht hem in contact met Gert Jan Postma, eveneens bedrijfsingenieur. Deze was in 1979 begonnen om van zijn buren in Brielle maandelijks de meterstanden op te vragen en het gemiddeld verbruik als maatstaf naar hen terug te koppelen. In samenwerking met de gemeente startten zij de Stookproef Brielle. Huis-aan-huis werden meterkaarten verspreid waarop men wekelijks de gasmeterstand kon noteren. Ter vergelijking kon men meteen de 'stand van de koudemeter' bellen, in wezen het opgelopen aantal 'graaddagen' sinds het begin van het stookseizoen.

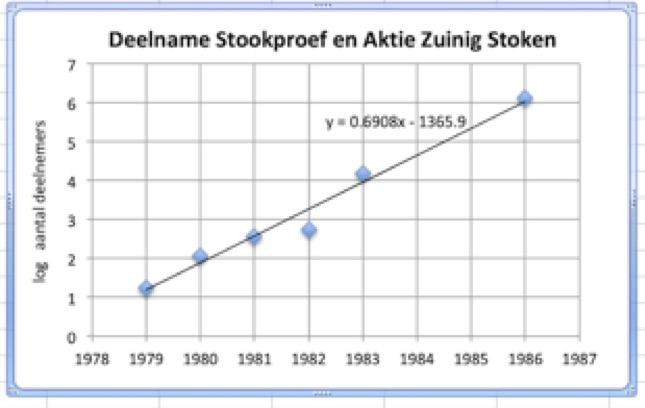
Logaritme van deelname acties

### Ecofeedback
Geleidelijk was de Haagse Actie Zuinig Stoken als een veenbrand zich jaarlijks gaan vervijfvoudigen. Op grond daarvan stuurde Hanhart zijn rapport Ecofeedback naar het milieuministerie. Terugkoppeling werd in het Nationaal Milieubeleidsplan van 1989 opgenomen als onderdeel van beleid. In zijn rapport had Hanhart aanbevolen om in navolging van Postma het ontstaan van 'Ecoteams' te bevorderen door het verspreiden van een 'Ecofloppy' met een computerprogrammaatje voor het berekenen van het groepsgemiddelde als norm. 

## Quality control
Al ver vóór de Eerste Wereldoorlog was men er in de massa-industrie in geslaagd, om de kwaliteitseisen binnen toelaatbare grenzen te houden. De mensen aan de lopende band deden dat met behulp van de Shewhart Control Chart.
Na de Tweede Wereldoorlog vroeg de voorman van de Nederlandse kwaliteitsbeweging Jan van Ettinger aan de bedrijfspsycholoog Theo L. Stok om te onderzoeken, waarom het bijhouden van de control chart die mensen zoveel voldoening gaf. Om deze vraag te beantwoorden ging de bedrijfspsycholoog Stok uit van de kort daarvoor verschenen sociale vergelijkingstheorie van Leon Festinger. Mensen hebben een inner drive om zelf hun vaardigheden willen te vergelijken (Hypothesis I), bij voorkeur met een objectieve norm (Corrolary II). Vergelijk de lat bij hoogspringen en de tegenstander bij voetbal. Stok herkende in dat vergelijken met een norm de regeltheorie van Norbert Wiener volgens welke de afwijking van de gewenste waarde als feedback dient voor correctie, de zogenaamde feedback loop.

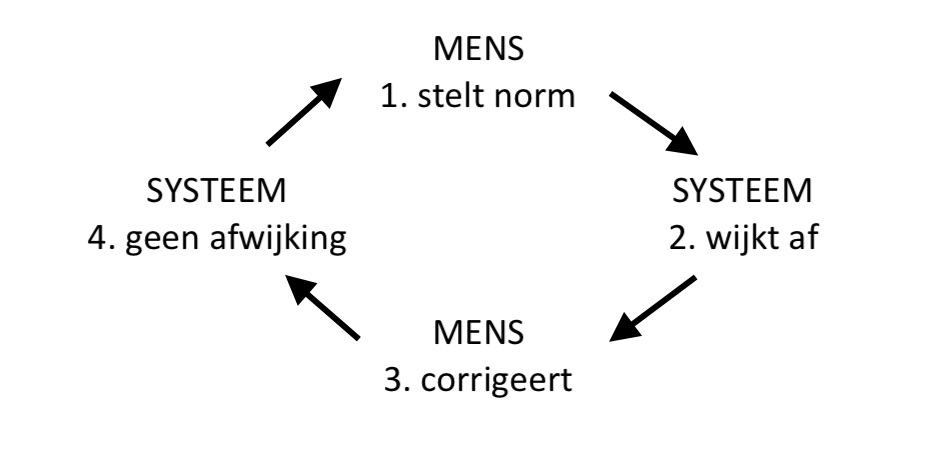
Mens-Systeem interactie volgens Stok

Door samenvoeging van beide theorieën kwam Stok tot zijn  psychologisch/cybernetische verklaring mens-systeem interactie door feedback. Zichtbaarmaking van de afwijking is de kern voor de interactie tussen mens en systeem. Het bevredigt de behoefte van de mens om zelf te kunnen vergelijken en de afwijking te kunnen corrigeren.
Citaten van een deelneemster aan Zuinig Stoken laten duidelijk de samenhang met Festinger en Wiener zien als verklaard door Stok.
| 'inner drive'         | F-H1 | Zodra 's woensdag de krant in de bus gleed ...                          |
| objectieve norm       | F-C2 | ... keken we meteen of het verbruik overeen kwam met het streefverbruik |
| sluiten feedback loop | W    | In het begin lukte dat niet helemaal, later wel.                        |
| corrigerende actie    | S    | Thermostaat lager, truin aan, onnodige radiatoren af                    |
| voldoening            | S    | Ik ben zeer tevreden en ...                                             |
| kringloop gesloten    | S    | ... we blijven ook dit jaar regelmatig de meter opnemen.                |

## GAP EcoTeam
De internationale milieuorganisatie Global Action Plan heeft het Ecoteam-idee gebruikt om aan te tonen, dat mensen uit zichzelf het verschil kunnen maken door empowerment als drijfveer. Iedere EcoTeam-deelnemer gaf zijn wekelijkse verbruiken aan gas, elektriciteit, elektriciteit, water, autogebruik en hoeveelheid afval door aan een scorekeeper binnen het team, die het gemiddelde na 4 weken terugkoppelde. 
Bijgaande tabel geeft een feedbackvergelijking met de Actie Zuinig Stoken.  
| Actie                   | Zuinig Stoken              | GAP EcoTeam                       |
| ----------------------- | -------------------------- | --------------------------------- |
| drijfveer               | zelf-vergelijking met norm | zelf verschil kunnen maken        |
| verspreiding            | huis-aan-huis              | vanuit bestaande teams            |
| registratie             | wekelijks                  | wekelijks                         |
| terugmelding            | synchroon                  | 4-wekelijks                       |
| zichtbaarheid afwijking | op registratiekaart        | mededeling scorekeeper            |
| groei deelname          | jaarlijks 5-voudig         | 200 teams van 8-10 leden per jaar |